# Диснер, Улльрих
Улльрих Диснер (нем. Ullrich Dießner; род. 27 декабря 1954, Майсен) — немецкий гребец, выступавший за сборную ГДР по академической гребле в период 1974—1984 годов. Чемпион летних Олимпийских игр в Москве, серебряный призёр Олимпиады в Монреале, шестикратный чемпион мира, победитель и призёр многих регат национального значения.

## Биография
Улльрих Диснер родился 27 декабря 1954 года в городе Майсен, ГДР. Проходил подготовку в Дрездене в местном спортивном клубе «Айнхайт Дрезден» под руководством тренера Ханса Экштайна. Тренировался вместе со своим братом-близнецом Вальтером, выступал с ним в одном экипаже на протяжении большей части своей спортивной карьеры (у братьев разные даты рождения, поскольку один появился на свет до полуночи, а другой — после).
Впервые заявил о себе в гребле в 1972 году, выиграв золотую медаль в распашных безрульных двойках на юниорском мировом первенстве в Милане.
Первого серьёзного успеха на взрослом международном уровне добился в сезоне 1974 года, когда вошёл в основной состав восточногерманской национальной сборной и выступил на чемпионате мира в Люцерне, где одержал победу в рулевых четвёрках.
В 1975 году побывал на мировом первенстве в Ноттингеме, откуда привёз награду серебряного достоинства, выигранную в четвёрках — уступил в финале команде из Советского Союза.
Благодаря череде удачных выступлений удостоился права защищать честь страны на летних Олимпийских играх 1976 года в Монреале — в составе экипажа, куда также вошли гребцы Андреас Шульц, Рюдигер Кунце, Вальтер Диснер и рулевой Йоханнес Томас, занял второе место в рулевых четвёрках, пропустив вперёд только команду из СССР, и тем самым завоевал серебряную олимпийскую медаль.
В 1977 году отметился победой в четвёрках на чемпионате мира в Амстердаме.
На мировом первенстве 1978 года в Карапиро вновь был лучшим в четвёрках. В 1979 году на аналогичных соревнованиях в Бледе повторил это достижение в той же дисциплине.
Находясь в числе лидеров восточногерманской сборной, благополучно прошёл отбор на Олимпийские игры 1980 года в Москве — совместно с братом Вальтером, Готтфридом Дёном, Дитером Вендишом и рулевым Андреасом Грегором победил в зачёте распашных рулевых четвёрок, добавив в послужной список золотую олимпийскую медаль.
После московской Олимпиады Диснер остался в составе гребной команды ГДР и продолжил принимать участие в крупнейших международных регатах. Так, в 1981 году он стартовал в восьмёрках на мировом первенстве в Мюнхене — на сей раз попасть в число призёров не смог, показав в финале лишь четвёртый результат.
В 1982 году одержал победу в рулевых четвёрках на чемпионате мира в Люцерне.
На мировом первенстве 1983 года в Дуйсбурге победил в рулевых двойках, став таким образом шестикратным чемпионом мира по академической гребле.
Рассматривался в качестве кандидата на участие в Олимпийских играх 1984 года в Лос-Анджелесе, однако Восточная Германия вместе с несколькими другими странами социалистического лагеря бойкотировала эти соревнования по политическим причинам. Вместо этого Диснер выступил на альтернативной регате «Дружба-84» в Москве, где стал серебряным призёром в безрульных четвёрках, пропустив вперёд экипаж из СССР.
За выдающиеся спортивные достижения награждался орденом «За заслуги перед Отечеством» в бронзе (1976) и серебре (1980).
Впоследствии занимался тренерской деятельностью, стал помощником своего тренера Ханса Экштайна. Его племянник Йёрг Диснер тоже добился определённых успехов в академической гребле, выигрывал чемпионат мира, участвовал в двух Олимпийских играх.